# Sima Guang
Sima Guang (chinesisch 司馬光 / 司马光, Pinyin Sīmǎ Guāng, W.-G. Ssuma Kuang; * 1019 in Yuncheng; † 1086 in Luoyang) war ein chinesischer Historiker, Gelehrter und Politiker der Song-Dynastie.
Er wurde im Jahr 1019 in der heutigen bezirksfreien Stadt Yuncheng (südliche Provinz Shanxi) als Sohn einer wohlhabenden Familie geboren. Schon früh machte er sich als Gelehrter und Offizier einen Namen. Nachdem er im Alter von 20 Jahren in der Beamtenprüfung den höchsten akademischen Titel (進士,  jìnshì – „doktorähnlicher Grad“) erworben hatte, nahm er eine Beamtentätigkeit auf.
Sima Guang arbeitete im reiferen Alter vor allem als Historiker. Sein Ziel war es, die chinesische Geschichte von den Anfängen des Staates Jin im 11. Jahrhundert v. Chr. bis zu seiner Gegenwart aufzuzeichnen. Im Jahre 1064 übergab er Kaiser Yingzong ein fünf Bände umfassendes Werk (歷年圖,  Lìniántú – „Karte der Folgejahre“), das die chinesische Geschichte der Jahre 403 v. Chr. (Beginn der Zeit der Streitenden Reiche) bis 959 n. Chr. (Beginn der Song-Dynastie) aufzeigte. Zwei Jahre später legte er acht weitere Bände vor (通志,  Tōngzhì – „Umfassende Aufzeichnungen“), welche die Zeit der Streitenden Reiche von 403 bis 207 v. Chr. mit vielen Einzelheiten schilderten. Angesichts dieses Erfolgs gab der Kaiser ein Edikt heraus, in dem er die Fortsetzung der Arbeit unterstützte. Er gewährte Sima Guang unbeschränkten Zugang zur kaiserlichen Bibliothek und übernahm die Kosten für Papier und Schreibgerät, dazu die Forschungsassistenz durch erfahrene Historiker wie Liu Ban (劉攽, 1022–1088), Liu Shu (劉恕, 1032–1078), Fan Zuyu (范祖禹, 1041–1098) und Zhao Yunxi (趙鄖西), die seine Assistenten wurden.
Nach dem Tod des Kaisers Yingzong im Jahr 1067 stellte Sima Guang im November sein Werk dem Nachfolger Shenzong vor. Der neue Kaiser war so begeistert von Sima Guangs Arbeit, dass er ihm über die Vergünstigungen bei der Arbeit hinaus die Ehre zukommen ließ, selbst ein Vorwort für das Geschichtswerk zu schreiben und seinen Titel in „Umfassender Zeitspiegel zur Hilfe bei der Regierung“ (資治通鑒,  Zīzhì Tōngjiàn) zu ändern. Sima Guang stellte sein Geschichtswerk im Jahr 1084 fertig.
Moderne Historiker verstehen Kaiser Shenzongs Förderung für das Geschichtswerk als eine Hinwendung zur Wissenschaft. Der Kaiser erkannte den Lehrcharakter der Geschichtswissenschaft und ihren Wert für die Regierung. Gleichzeitig verhinderte er, dass die Geschichtsschreibung über seinen Ratschluss gestellt würde, indem er dem Werk den Namen „Spiegel“ (鑒) gab und damit dessen metaphorischen Charakter hervorhob.
Durch seine Arbeit und die bemerkenswerte Gunst und Loyalität des Kaisers gelangte Sima Guang mit der Zeit an die Spitze der konservativen Fraktion am Kaiserhof, trotz der erklärten Gegnerschaft zum Minister Wang Anshi, der ihn fortwährend kritisierte. Aus Protest trat er im Jahr 1070 von der Regierung zurück und zog für mehrere Jahre nach Luoyang als offiziellem Ruhesitz; dort fand er Zeit und Mittel zur Vollendung seiner Lexika. Von 1085 bis 1086 war Sima Guang, Wang Anshi ablösend, Kanzler der kaiserlichen Regierung. In dieser Funktion machte er die progressiven Reformen seines Vorgängers rückgängig.
Sima Guang war neben seiner politischen Tätigkeit auch Lexikograph (Verfasser von Wörterbüchern und Lexika) und verbrachte Jahrzehnte mit dem Verfassen seines „Leipian“ (類篇 – „Angeordnete Zeichen“) genannten Wörterbuchs von 1066. Es basierte auf dem 9.000 Zeichen umfassenden ersten chinesischen Wörterbuch Shuowen Jiezi des Xu Shen (121 n. Chr. unter Kaiser Han Andi, Östliche Han-Dynastie) und umfasst 31.319 chinesische Schriftzeichen, deren viele in der Song- und Tang-Dynastie geprägt wurden. Er soll auch das Jiyun (集韻) des Ding Du (丁度) aus dem Jahre 1067 mit 53.525 Zeichen ediert haben.
Das Grab Sima Guangs steht seit 1988 auf der Liste der Denkmäler der Volksrepublik China.